# Konrad Zuse

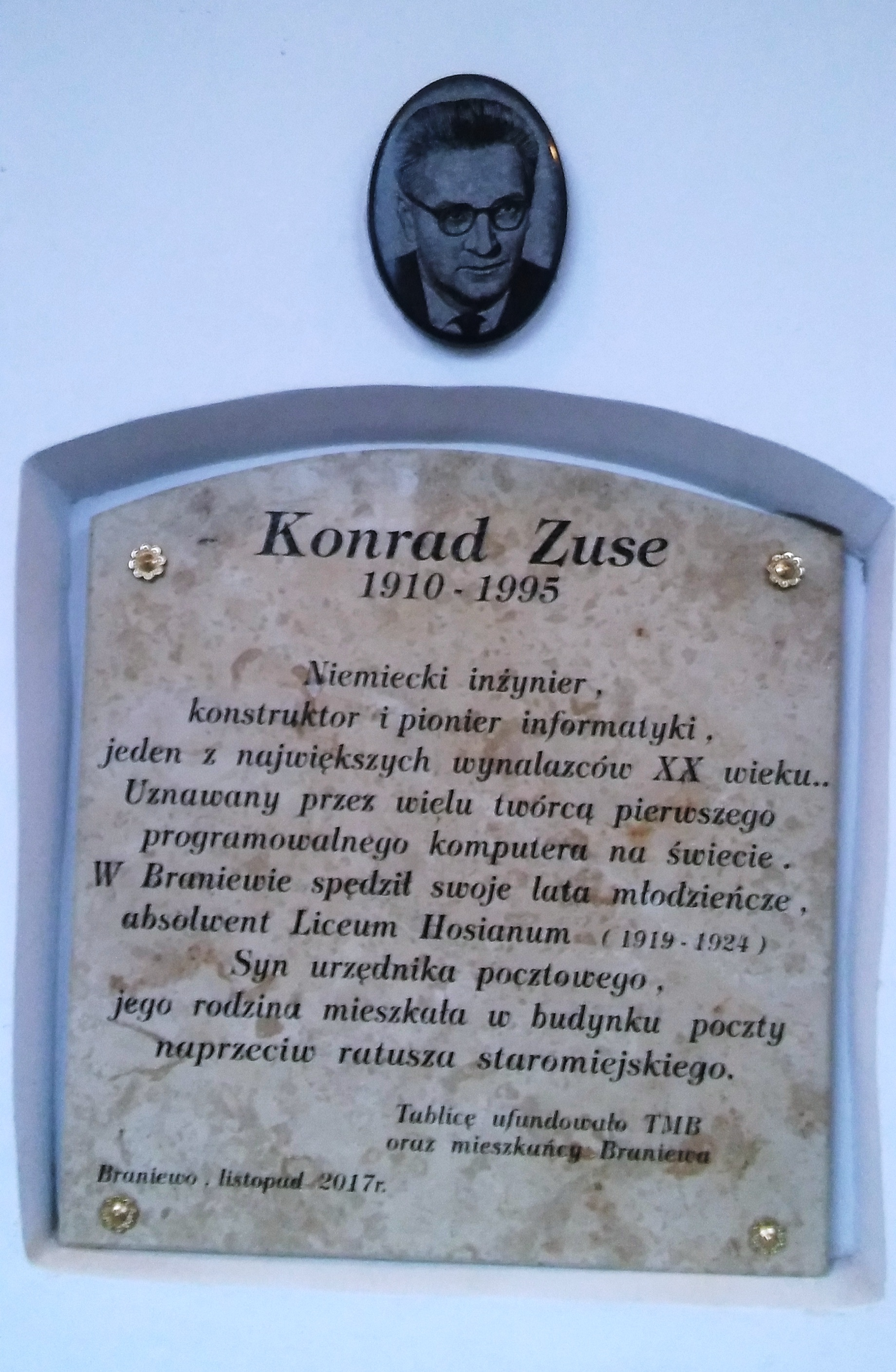
Tablica pamiątkowa odsłonięta w 2017 na budynku szkoły w Braniewie, do której w młodości uczęszczał Konrad Zuse.

Konrad Zuse (wym. [cụ:zə]; ur. 22 czerwca 1910 w Berlinie, zm. 18 grudnia 1995 w Hünfeld) – niemiecki inżynier, konstruktor, pionier informatyki; konstruktor wczesnego komputera działającego w systemie binarnym.

## Życiorys
Urodził się w rodzinie Emila Zuse i Marii z domu Crohn. Gdy miał dwa lata, rodzina wyprowadziła się do Braniewa w Prusach Wschodnich, gdzie jego ojciec otrzymał posadę urzędnika pocztowego. W Braniewie uczęszczał do gimnazjum Hosianum. W 1923 roku, gdy Konrad był w 9. klasie gimnazjum, rodzina przeprowadziła się do Hoyerswerdy.
Od 1935 roku studiował na Politechnice Berlińskiej. Pracował w Henschel Flugzeug-Werke AG. W 1936 r. uzyskał patent na pamięć mechaniczną. W latach 1939–1958 skonstruował serię elektromechanicznych i elektronicznych maszyn liczących (wykorzystywanych m.in. do projektowania geometrii skrzydeł samolotów niemieckich w czasie II wojny światowej) – najbardziej znana to Z3, skonstruowana w 1941 r., pierwsza w historii w pełni działająca programowalna maszyna licząca. W 1958 r. zaprojektował ploter (maszyna Z64). Od roku 1949 do 1969 prowadził własne przedsiębiorstwo Zuse KG.

## Maszyny Zusego
Konstrukcje Zusego: Z1, Z2 i Z3 nosiły początkowo nazwy V1, V2 i V3 (Versuchsmodell – model eksperymentalny); zmienił ten kryptonim, by nie popaść w kolizję z nazwami niemieckich broni V. Oryginalne egzemplarze tych maszyn uległy zniszczeniu w trakcie wojny. Maszyna Z4 (konstruowana w latach 1942–1945), częściowo zachowana po wojnie, została skompletowana i uruchomiona w 1950 roku na politechnice Eidgenössische Technische Hochschule (ETHZ) w Zurychu w Szwajcarii. Była używana do obliczeń naukowych. Kolejna konstrukcja, Z5, posłużyła do obliczeń w dziedzinie optyki dla przedsiębiorstwa Leitz.

## Zuse KG
Przedsiębiorstwo Zusego, Zuse KG, skonstruowało i wyprodukowało kilka modeli komputerów, w tym przekaźnikowy Z11, lampowy Z22, tranzystorowy Z23. Zuse KG stała się częścią koncernu Siemens AG w roku 1969.

## Odznaczenia i wyróżnienia
Otrzymał wiele nagród i wyróżnień, m.in. osiem doktoratów h.c., dwa tytuły honorowego profesora (od uniwersytetów w Getyndze i Szczecinie).
Otrzymał też:
- Werner von Siemens-Ring (1964)
- Harry H. Goode Memorial Award od American Federation of Information Processing Societies, (1965)
- niemiecki Rudolf-Diesel-Medaille (1969)
- austriacki Wilhelm-Exner-Medaille (1969)